# Террі Венейблз
Те́ррі Вене́йблз (англ. Terry Venables, 6 січня 1943, Дагенем — 25 листопада 2023) — англійський футболіст, півзахисник. По завершенні ігрової кар'єри — тренер.

## Клубна кар'єра
Вихованець футбольної школи клубу «Челсі». Дорослу футбольну кар'єру розпочав 1960 року в основній команді того ж клубу, в якій провів шість сезонів, взявши участь у 202 матчах чемпіонату. Більшість часу, проведеного у складі «Челсі», був основним гравцем команди.
Протягом 1966–1969 років захищав кольори команди клубу «Тоттенгем Готспур». За цей час виборов титул володаря Кубка Англії, ставав володарем Суперкубка Англії.
Своєю грою за останню команду привернув увагу представників тренерського штабу клубу «Квінс Парк Рейнджерс», до складу якого приєднався 1969 року. Відіграв за лондонську команду наступні п'ять сезонів своєї ігрової кар'єри. Граючи у складі «Квінс Парк Рейнджерс» також здебільшого виходив на поле в основному складі команди.
Протягом 1974–1976 років захищав кольори команди клубу «Крістал Пелес».
Завершив професійну ігрову кар'єру у клубі «Сент-Патрікс Атлетік», за який виступав 1977 року.

## Виступи за збірну
1964 року дебютував в офіційних матчах у складі національної збірної Англії. Протягом кар'єри у національній команді, яка тривала усього 1 рік, провів у формі головної команди країни 2 матчі.

## Кар'єра тренера
Розпочав тренерську кар'єру, ще продовжуючи грати на полі, 1976 року, очоливши тренерський штаб клубу «Крістал Пелес».
Надалі очолював команди клубів «Квінс Парк Рейнджерс», «Барселона», «Тоттенгем Готспур», збірну Англії, «Портсмут», збірну Австралії, «Мідлсбро» та «Лідс Юнайтед». У складі збірної Англії був учасником чемпіонату Європи 1996 року в Англії, на якому команда здобула бронзові нагороди.
Наразі останнім місцем тренерської роботи була збірна Англії, до тренерського штабу якої Террі Венейблз входив до 2007 року.

## Досягнення

### Гравець
«Челсі»
- Володар Кубка англійської ліги: 1964-65

«Тоттенгем Гостпур»
- Володар Кубка Англії: 1966-67
- Володар Суперкубка Англії з футболу: 1967

### Тренер
«Барселона»
- Чемпіон Іспанії: 1984-85
- Володар Кубка іспанської ліги: 1986

«Тоттенгем Гостпур»
- Володар Кубка Англії: 1990-91